# Iglesia de San Miguel Arcángel (Cabo Rojo)
La Iglesia de San Miguel Arcángel es una iglesia parroquial católica situada en Cabo Rojo, Puerto Rico. La construcción del edificio comenzó en 1773 y se terminó en 1783. Los archivos de la iglesia contienen los registros de nacimiento de personajes como Ramón Emeterio Betances, Brau Salvador, y el pirata Roberto Cofresí.
Una descripción de la iglesia de 1843 indica que tenía tres naves separadas por arcos de madera, cubiertas de tejas, con una bóveda de techo. En 1927, el Padre Joe Smith recaudó fondos para construir una cúpula sobre el altar y reparar la sacristía.